# Metaviridae
I metaviridi (Metaviridae) sono una famiglia di virus che esistono come retrotrasposoni nel genoma di un ospite eucariotico. Sono strettamente correlati ai retrovirus: i metaviridi condividono molti elementi genomici con i retrovirus, inclusi lunghezza, organizzazione e geni stessi. Ciò include i geni che codificano per la trascrittasi inversa, l'integrasi e le proteine del capside. Le proteine della trascrittasi inversa e dell'integrasi sono necessarie per l'attività di retrotrasposone del virus. In alcuni casi, particelle di virus possono essere formate da proteine capside.
Alcune particelle di metavirus assemblate possono penetrare e infettare cellule precedentemente non infette. Un esempio di questo è la gypsy, un retroelemento trovato nel genoma della Drosophila melanogaster. La capacità di infettare altre cellule è determinata dalla presenza dei geni env retrovirali che codificano per le proteine del mantello.